# Schaambeenkam

De spier die aan de bovenzijde vastzit aan de schaambeenkam

De schaambeenkam (pecten ossis pubis) is een benige rand die onderdeel is van het bekken in het menselijk skelet. Aan de kam zit een spier die van belang is voor de bewegingen van de heup tijdens het rennen: de schaambeenkamspier (musculus pectineus). De schaambeenkam bevindt zich op de bovenste tak (ramus superior) van het schaambeen (ossis pubis). Aan de kam is behalve de spier ook een peesachtige verbinding vastgehecht, een ligament, dat de kam verbindt met een ander deel van het bekken. Dit ligament wordt ligamentum pectineale genoemd.
schedel · wervelkolom · borstkas · borstbeen · schoudergordel · arm · bekkengordel · been

bot · gewricht · botten van de mens · Schaambeen